# Sidalcea oregana
Sidalcea oregana là một loài thực vật có hoa trong họ Cẩm quỳ. Loài này được (Nutt. ex Torr. & A. Gray) A. Gray miêu tả khoa học đầu tiên năm 1849.